# Abraeomorphus punctulus
Abraeomorphus punctulus är en skalbaggsart som först beskrevs av Edmund Reitter 1884.  Abraeomorphus punctulus ingår i släktet Abraeomorphus och familjen stumpbaggar. Inga underarter finns listade i Catalogue of Life.